# Encruzilhada do Sul (ort)
Encruzilhada do Sul är en ort i Brasilien.   Den ligger i kommunen Encruzilhada do Sul och delstaten Rio Grande do Sul, i den södra delen av landet, 1 700 km söder om huvudstaden Brasília. Encruzilhada do Sul ligger 431 meter över havet och antalet invånare är 17 199.
Terrängen runt Encruzilhada do Sul är platt åt sydost, men åt nordväst är den kuperad. Encruzilhada do Sul ligger uppe på en höjd. Det finns inga andra samhällen i närheten.
Omgivningarna runt Encruzilhada do Sul är huvudsakligen savann. Runt Encruzilhada do Sul är det mycket glesbefolkat, med 3 invånare per kvadratkilometer.